# Roi globular

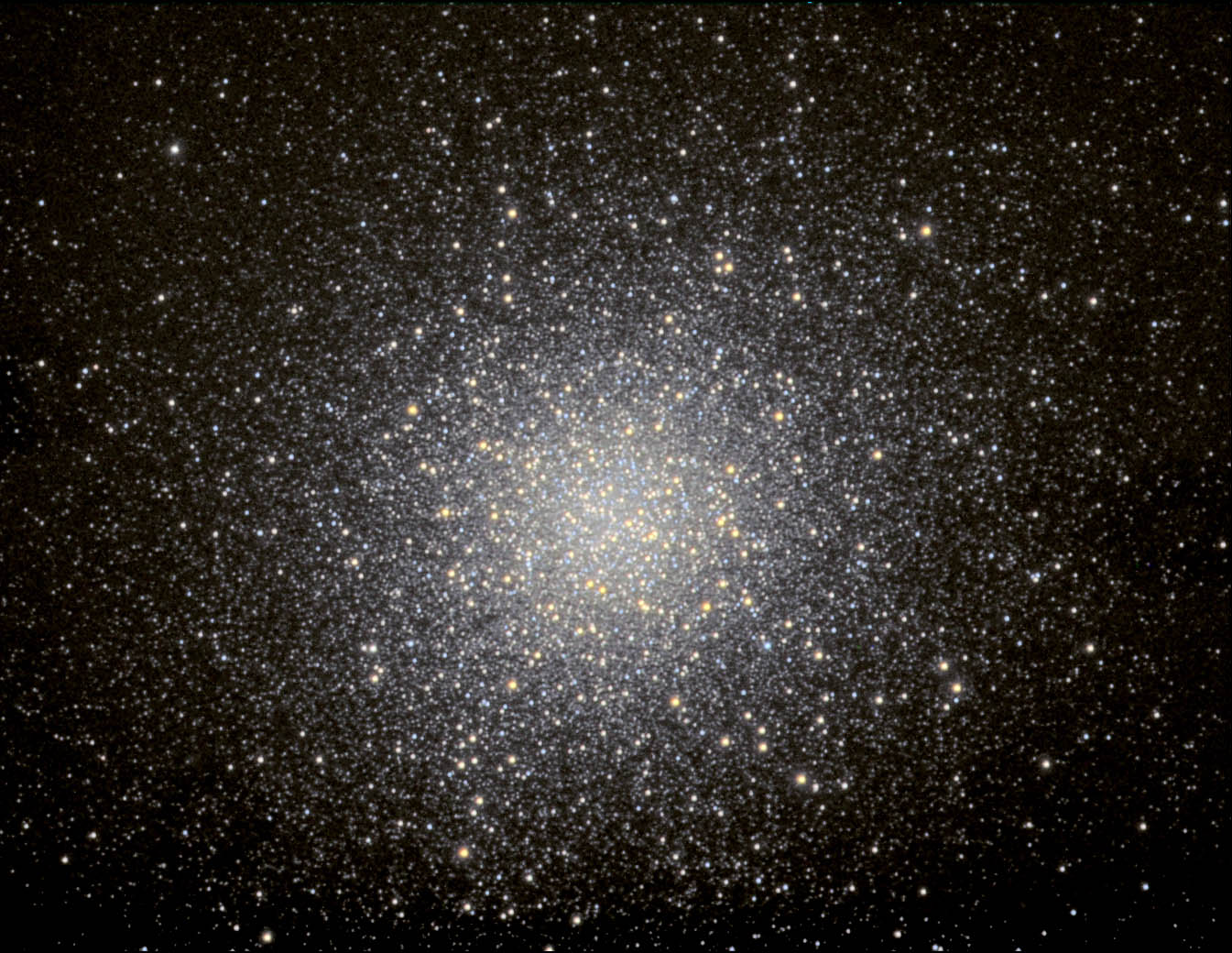
Unul din cele mai cunoscute roiuri globulare este Messier 13, din constelația Hercule.

Un roi globular este o aglomerare de stele legate între ele de propria gravitație, forma fiind aproximativ sferică. Un astfel de roi conține un număr foarte mare de stele bătrâne (de la 10 000 la câteva milioane) împrăștiate într-o zonă din spațiu de dimensiuni relativ mici (sub 100 de ani lumină diametru).
Numele acestei categorii de roiuri stelare derivă din cuvântul din latin „globus”, însemnând o sferă mică. Primul roi globular a fost descoperit de astronomul german Abraham Ihle, în 1622. Acel roi este cunoscut astăzi sub denumirea de catalog Messier 22 (M 22).